# National Geographic Channel
National Geographic je dokumentárně vzdělávací televizní kanál společnosti National Geographic Society. Vysílá převážně dokumentární filmy vlastní produkce. Začal vysílat ve Velké Británii v roce 1997. Krátce po spuštění se začal vysílat i v USA. National Geographic Channel má podobnou náplň jako třeba Discovery Channel.

## Etapy vývoje
- V září 1997 byl National Geographic Channel spuštěn v Evropě, nejprve v satelitní platformě Sky, a Austrálii.
- V červenci 1998 byla spuštěna asijská verze programu National Geographic Asia.
- Ve Spojených státech bylo zahájeno vysílání v lednu 2001
- Dnes je kanál dostupný ve 380 milionech domácností ve 163 zemích světa a 37 jazycích.

## Další programy

### A1 (Adventure One) / Nat Geo Adventure
A1 byl spuštěn 1. listopadu 1999. Tento kanál je zaměřen na pořady z oblasti lyžování, potápění, horská kola, surfování, cestování a další. Je dostupný v Singapuru, Hongkongu, Jižní Koreji, Thajsku, Filipínách, Indonésii, tichomořských ostrovech, Austrálii, na Středním východě a v Evropě. Pomocí kabelové televizi je šířen na Středním východě a v Asii.
Dne 1. května 2007 byl tento kanál celosvětově přejmenován na Nat Geo Adventure a kromě Asijských oblastí byl tento kanál nahrazen programem National Geographic Wild Channel.

### Nat Geo Wild
Nat Geo Wild vysílá od 1. března 2007 pořady o oceánech, národních parcích, divočině a nebezpečených zvířatech. Ve své domovině v Asii vysílá dvojjazyčně, a to anglicky a kantonsky (hlavním jazykem čínské provincie Kuang-tung). Od 1. září 2011 vysílá Nat Geo Wild v Česku a na Slovensku v češtině.

## NGTV v češtině
National Geographic Channel v Česku vysílá v teletextu na stránce 350 skryté titulky v českém jazyce u verze National Geographic Channel Hungary vysílající z digitální platformy UPC Direct, Digi TV, Skylink, CS Link. Společnost Channels, která tyto kanály v ČR zastupuje ale oznámila, že tento kanál bude dabován do češtiny v 2. čtvrtletí roku 2010. Kanál začal vysílat česky 1. dubna 2010.